# Ensemblefilm
Een ensemblefilm of mozaïekfilm (Engels: ensemble film) is een film met niet één, maar verschillende verhaallijnen. Aan elk personage wordt hierbij ongeveer evenveel aandacht besteed. Deze personages en verhaallijnen onderscheiden zich van de meeste andere films doordat het niet specifiek om bijrolletjes en subplots gaat, maar doordat de meeste personages en plots even belangrijk zijn. Regisseurs als Robert Altman, Quentin Tarantino en Paul Thomas Anderson hebben meerdere films met ensemble casts gemaakt.
Dit genre werd populair bij televisieseries, omdat het de schrijvers de mogelijkheid biedt in elke aflevering een ander personage op de voorgrond te zetten. Hierbij is het ook minder storend als een van de acteurs de serie verlaat, in tegenstelling tot hoe dit zou zijn als de ster van de productie de serie zou verlaten.
Meestal gaan de verschillende verhalen in een ensemblefilm over één groot thema, zoals in The Lord of the Rings of Star Wars, of ze gaan over thema's die die aan elkaar relateren, zoals in The High and the Mighty, Love Actually of Crash.

## Lijst van ensemblefilms
Tot 1960
- Grand Hotel (1932)
- Dinner at Eight (1933)
- The Women (1939)
- And Then There Were None (1945)
- De zeven samoerai (1954)
- 12 Angry Men (1957)

1960-1969
- The Magnificent Seven (1960)
- How the West Was Won (1962)
- The Longest Day (1962)
- The Great Escape (1963)
- It's a Mad, Mad, Mad, Mad World (1963)
- Casino Royale (1967)
- The Dirty Dozen (1967)

1970-1979
- Kelly's Heroes (1970)
- The Poseidon Adventure (1972)
- Earthquake (1974)
- The Towering Inferno (1974)
- A Bridge Too Far (1977)
- The Warriors (1979)

1980-1989
- The History of the World, Part 1 (1981)
- Fast Times at Ridgemont High (1982)
- The Big Chill (1983)
- The Breakfast Club (1985)
- Clue (1985)
- St. Elmo's Fire (1985)
- Hannah and Her Sisters (1986)
- The Untouchables (1987)
- New York Stories (1989)
- Steel Magnolias (1989)

1990-1999
- JFK (1991)
- Night on Earth (1991)
- Glengarry Glen Ross (1992)
- Sneakers (1992)
- Dazed and Confused (1993)
- Even Cowgirls Get the Blues (1993)
- Matinee (1993)
- Heat (1995)
- Higher Learning (1995)
- The Usual Suspects (1995)
- The Birdcage (1996)
- Mad Dog Time (1996)
- Mars Attacks! (1996)
- Sleepers (1996)
- Boogie Nights (1997)
- Cop Land (1997)
- The Ice Storm (1997)
- L.A. Confidential (1997)
- Happiness (1998)
- Playing by Heart (1998)
- The Thin Red Line (1998)
- Cradle Will Rock (1999)
- Magnolia (1999)

2000-heden
- Amores perros (2000)
- Duets (2000)
- Requiem for a Dream (2000)
- Snatch (2000)
- The Anniversary Party (2001)
- Rat Race (2001)
- Waking Life (2001)
- Zoolander (2001)
- Black Hawk Down (2002)
- Timequest (2002)
- 11:14 (2003)
- 21 Grams (2003)
- Love Actually (2003)
- Masked and Anonymous (2003)
- Mystic River (2003)
- The Big Bounce (2004)
- Crash (2004)
- Noel (2004)
- The Chumscrubber (2005)
- The Family Stone (2005)
- Nine Lives (2005)
- Rent (2005)
- Serenity (2005)
- Sin City (2005)
- Syriana (2005)
- Babel (2006)
- Bobby (2006)
- The Departed (2006)
- Fast Food Nation (2006)
- Little Miss Sunshine (2006)
- Lucky Number Slevin (2006)
- Paris, je t'aime (2006)
- Alles is liefde (2007)
- Beowulf (2007)
- Evening (2007)
- Hairspray (2007)
- Smokin' Aces (2007)
- Southland Tales (2007)
- Stardust (2007)
- The Ten (2007)
- Vantage Point (2008)
- Disconnect (2012)
- Reach Me (2014)

Series
- Star Wars (1977), (1980), (1983), (1999), (2002) & (2005)
- X-Men-trilogie (2000), (2003) & (2006)
- The Lord of the Rings-trilogie (2001), (2002) & (2003)

Films van Robert Altman
- MASH (1970)
- Nashville (1975)
- The Player (1992)
- Short Cuts (1993)
- Prêt-à-Porter (1994)
- Cookie's Fortune (1999)
- Dr. T & the Women (2000)
- Gosford Park (2001)
- A Prairie Home Companion (2006)

Films van Francis Ford Coppola
- The Godfather (1974), The Godfather: Part II (1972) & The Godfather: Part III (1990)
- Apocalypse Now (1979)
- The Outsiders (1983)
- Bram Stoker's Dracula (1992)

Films van Steven Soderbergh
- Traffic (2000)
- Ocean's Eleven (2001), Ocean's Twelve (2004) & Ocean's Thirteen (2007)
- Full Frontal (2002)

Films van Quentin Tarantino
- Reservoir Dogs (1992)
- True Romance (1993)
- Pulp Fiction (1994)
- Jackie Brown (1997)
- Kill Bill 1 (2003) & Kill Bill 2 (2004)